# Self-made man
Self-made man (au pluriel self-made men, litt. « un homme qui s'est fait lui-même ») est un terme anglo-américain qui sert à décrire une personne dont le succès est la conséquence de ses décisions et de ses actions, plutôt que de conditions extérieures à celle-ci. 
L'américain Benjamin Franklin a été décrit comme l'exemple phare du self-made man. Inspiré par son autobiographie, Frederick Douglass a développé le concept dans une série de conférences qu'il a prononcées sur plusieurs décennies à partir de 1859. Initialement, le terme renvoie à un individu qui s'est élevé d'une condition humble pour atteindre une position éminente en finance, en politique ou tout autre domaine grâce à ses compétences plutôt que par un héritage, des liens familiaux ou tout autre privilège. Depuis le milieu des années 1950, le succès aux États-Unis rime avec succès en affaires.
D'autres termes, tels que « transclasse » voire « parvenu » ou « arriviste » décrivent une notion proche du self-made man. Le self-made man peut se concevoir comme une prolongation moderne du mythe de Prométhée. Certains héros de la littérature sont a posteriori considérés comme des self-made men, tels que Julien Sorel dans Le Rouge et le noir de Stendhal, Eugène de Rastignac dans Le Père Goriot de Balzac ou Bel-Ami dans le roman éponyme de Maupassant.

## Origines

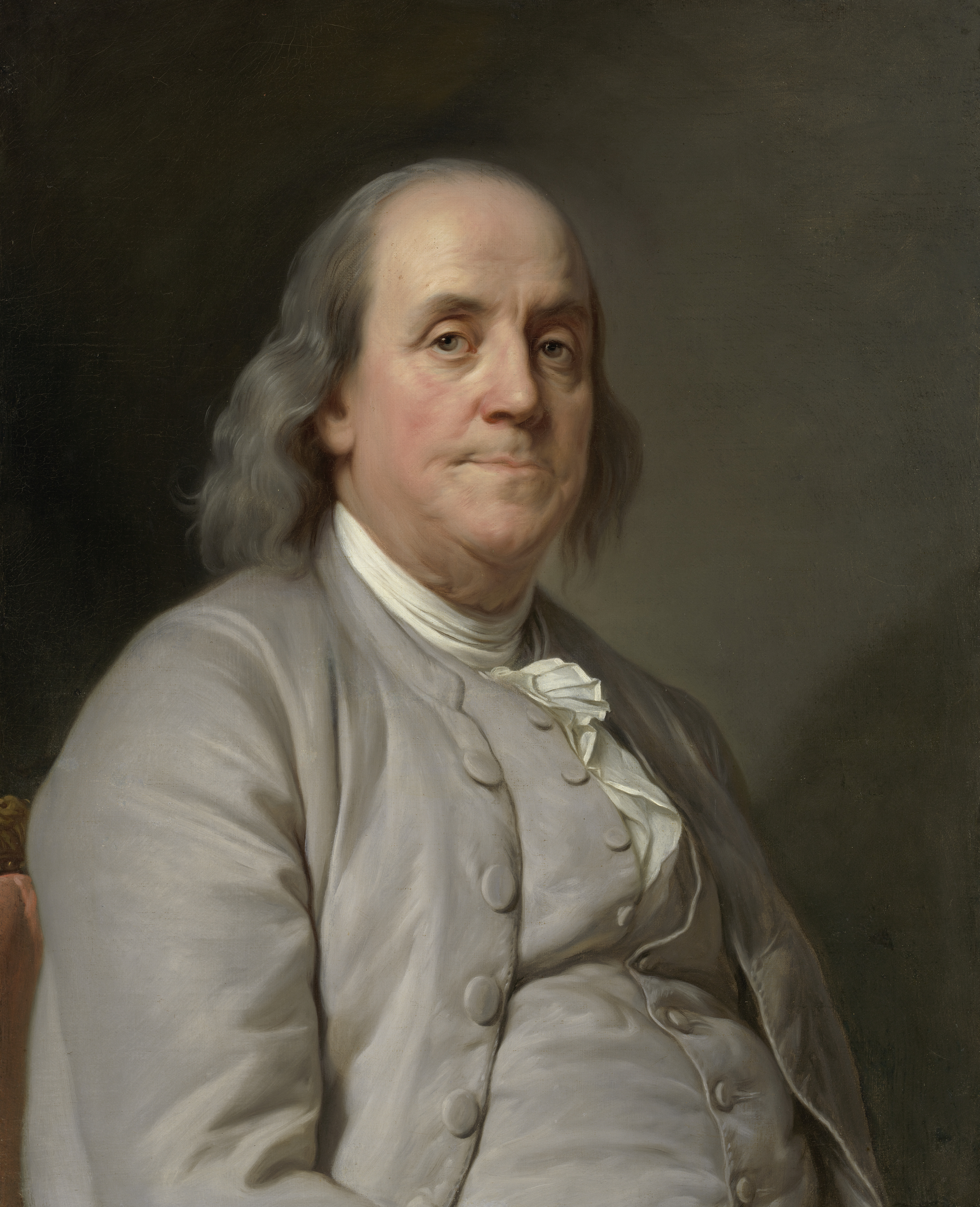
Benjamin Franklin. Toile de Joseph-Siffrein Duplessis, c. 1785

Benjamin Franklin, l'un des Pères fondateurs des États-Unis, a été décrit ainsi : « sans aucun doute le premier self-made man », et le plus éminent exemple de « self-made man ». Les concepts de rêve américain  et de self-made man sont inextricablement liés et font partie de l'histoire américaine. L'autobiographie de Franklin a été décrite par son éditeur de l'édition de 1916 comme « la plus remarquable de toutes les histoires de nos self-made men »,. Le premier chapitre de celle-ci, inspiré d'une lettre que l'auteur a envoyé en 1771 à son fils William Franklin (en), illustre le parcours du self-made man au XVIIIe siècle aux États-Unis au temps de la colonie. Franklin introduit le self-made man archétypal en affirmant avoir dépassé ses humbles origines — son père est fabricant de chandelles — et s'être ré-inventé en s'améliorant grâce à un ensemble de valeurs morales telles que « travail, économie et persévérance »,, ce qui lui permet d'atteindre une position enviée dans la société américaine. À son autobiographie, il joint plusieurs maximes à l'intention des lecteurs qui, appliquées avec rigueur, permettent d'atteindre un statut aux États-Unis. Pour lui, ce pays est une « terre d'opportunités inégales »,,.

## Personnalités
Selon l'historien français Farid Ameur, le président des États-Unis Abraham Lincoln est un self-made man. « [...] sa figure légendaire est un modèle de réussite sociale. Elle incarne à merveille des valeurs proprement outre-Atlantique, le double idéal du rêve américain et du self-made man, cette vague promesse qui voudrait qu'à force de travail, de sérieux, de courage et de persévérance, les plus folles espérances soient permises [...] Depuis la fin de la guerre de Sécession, plus de quinze mille ouvrages ont été écrits, aux États-Unis, sur Lincoln. » Aucun autre président des États-Unis n'a autant été étudié.

## Critique
La notion de self made man et plus globalement du darwinisme social a été abondamment discuté et contesté en philosophie politique. Il y est question de l'importance du libre arbitre face aux déterminismes sociaux dans l'évolution d'un individu et de l'existence ou non d'une lutte des classes. Les termes de « parvenu » ou d'« arriviste » sont des termes péjoratifs qui désignent un rôle proche de celui que le terme de « self-made man » a tendance à encourager. En Europe, Baruch Spinoza[Information douteuse] ou Pierre Bourdieu ont publié des ouvrages qui contestent cette notion.

« Il existe tout un discours qui met en avant [le mythe du self made man], en disant qu'il [est] bien la preuve qu'avec du travail et de la volonté on arrive à tout. Ce discours est bien pratique, car il justifie l'immobilisme sur le plan politique. Mais le volontarisme est profondément gênant, car il laisse entendre que chacun est toujours responsable de ce qu'il fait. En tant que spinoziste, j'affirme que le libre arbitre n'existe pas, et qu'on ne part jamais de rien. Le commencement absolu, ex nihilo, est une illusion. Les gens qui soutiennent le contraire sont quand même des gens qui vivent dans des conditions favorables et qui occultent ce qui explique ces parcours atypiques. Selon moi, le concept de classe sociale reste légitime, même si, comme je le disais, il demande à être affiné. Mais il faut en finir avec cette idée de l'individu atomisé et isolé. Un individu est toujours en relation avec autrui, d'une manière ou d'une autre. Il n'existe qu'en situation. »

— Chantal Jaquet, professeur de philosophie à l'université Paris-I Panthéon-Sorbonne.

### Citations originales
1. ↑  (en) « undoubtedly the original self-made man »
2. ↑  (en) « most remarkable of all the remarkable histories of our self-made men »
3. ↑  (en) « industry, economy, and perseverance »
4. ↑  (en) « land of unequaled opportunity »